# 塩水駅

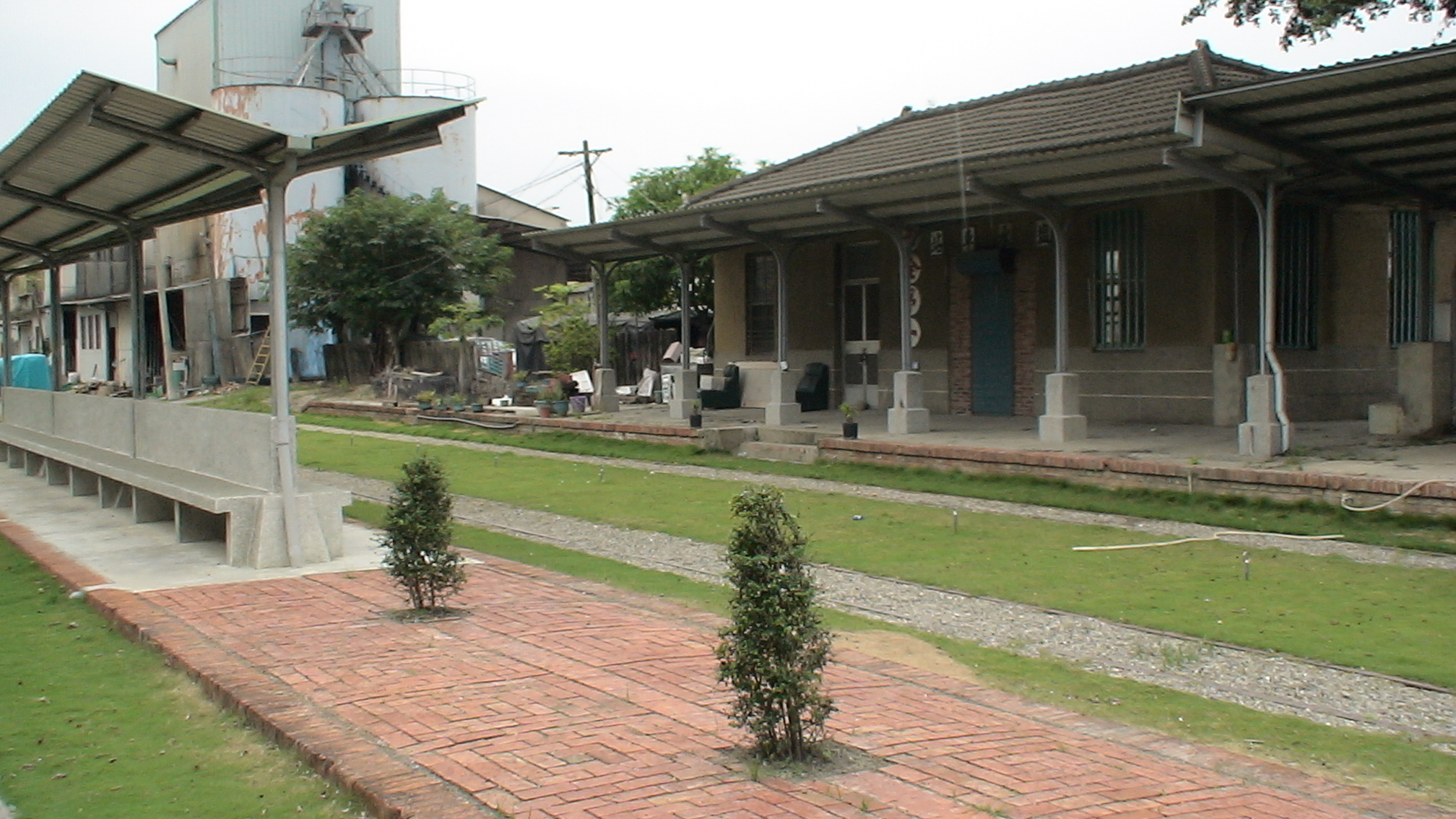
構内

塩水駅（えんすいえき）は、台湾台南市塩水区にあった、台湾糖業鉄道の駅（廃駅）である。台湾語では「塩水」と書いて「鹹水」（キャムツイ）と訓読みする。

## 駅構造
- 単式ホーム1面1線の地上駅（廃止時）。

## 駅周辺
- 武廟
- 塩水文物陳列室
- 塩水国民中学

## 歴史
- 1909年5月20日 - 台湾初の糖業旅客鉄道・塩水港製糖株式会社（現・塩水港精糖株式会社）塩水港（えんすいこう）～新営庄（現・新営）旅客取扱開始、終着駅となった。戦後は台湾糖業に接収された。
- 1913年3月8日 - 当駅～布袋嘴間が延伸開業。
- 1920年 - 塩水駅と改称。
- 年月日不詳 - 廃止。駅舎は岸内原料区辦公室になった。

## 現況
- 駅舎・レールが保存され緑地化された。（2007年7月現在）

## 隣の駅
台湾糖業鉄道
布袋線（廃線）
太子宮駅 - 塩水駅 - 岸内駅
※太子宮駅との間には南門駅があったが、1928年6月12日開業、戦後は廃止された。